# John Doyle (amerykański piłkarz)
John Joseph Doyle (ur. 16 kwietnia 1966 w San Jose w stanie Kalifornia) – amerykański piłkarz grający na pozycji obrońcy.

## Kariera klubowa
Pierwsze piłkarskie treningi Doyle rozpoczął w Washington High School we Fremont w Kalifornii. Grał także w lokalnej drużynie Fremont City. Po ukończeniu szkoły w latach 1986-1990 grał w piłkarskiej drużynie University of San Francisco. W 1986 roku został wybrany do drugiej Jedenastki Roku w Stanach Zjednoczonych, a w 1999 roku do Galerii Sław Uniwersytetu.
W 1989 roku Doyle został piłkarzem zespołu San Francisco Bay Blackhawks z ligi Western Soccer League. W 1989 roku został mianowany do jedenastki sezonu tych rozgrywek.
W 1990 roku Doyle przeszedł do szwedzkiego Örgryte IS, gdzie przez 2 lata rozegrał 23 mecze i zdobył 3 gole w rozgrywkach szwedzkiej pierwszej ligi. Następnie wrócił do San Francisco Bay Blackhawks, a w 1993 roku został zawodnikiem niemieckiego VfB Lipsk. W Bundeslidze zadebiutował 7 sierpnia 1993 w zremisowanym 3:3 domowym meczu z Dynamem Drezno. Przez rok rozegrał łącznie 7 spotkań w barwach Leipzig, które spadło do drugiej ligi.
W 1995 roku Doyle wrócił do Stanów Zjednoczonych i został piłkarzem Atlanty Ruckus. Przez rok grał z nią w A-League. W 1996 roku podpisał kontrakt z nowo powstałą Major League Soccer i został wybrany w drafcie przez San Jose Clash, którego stał się kapitanem. W debiutanckim sezonie został uznany Najlepszym Obrońcą ligi, a także wybrano go do Jedenastki Roku MLS. W zespole San Jose grał przez 5 sezonów rozgrywając 135 spotkań i zdobywając 11 goli. Karierę piłkarską zakończył w 2000 roku.
| Sezon   | Klub                         | Kraj              | Rozgrywki             | Mecze | Bramki |
| ------- | ---------------------------- | ----------------- | --------------------- | ----- | ------ |
| 1989    | San Francisco Bay Blackhawks | Stany Zjednoczone | Western Soccer League | ?     | ?      |
| 1990    | Örgryte IS                   | Szwecja           | Allsvenskan           | 4     | 0      |
| 1991    | Örgryte IS                   | Szwecja           | Allsvenskan           | 19    | 3      |
| 1992    | San Francisco Bay Blackhawks | Stany Zjednoczone | Western Soccer League | 6     | 0      |
| 1993/94 | VfB Lipsk                    | Niemcy            | Bundesliga            | 7     | 0      |
| 1995    | Atlanta Ruckus               | Stany Zjednoczone | A-League              | 25    | 1      |
| 1996    | San Jose Clash               | Stany Zjednoczone | Major League Soccer   | 30    | 3      |
| 1997    | San Jose Clash               | Stany Zjednoczone | Major League Soccer   | 27    | 2      |
| 1998    | San Jose Clash               | Stany Zjednoczone | Major League Soccer   | 28    | 1      |
| 1999    | San Jose Clash               | Stany Zjednoczone | Major League Soccer   | 27    | 1      |
| 2000    | San Jose Earthquakes         | Stany Zjednoczone | Major League Soccer   | 20    | 4      |

## Kariera reprezentacyjna
W reprezentacji Stanów Zjednoczonych Doyle zadebiutował 30 maja 1987 roku w wygranym 3:0 meczu kwalifikacji do Igrzysk Olimpijskich w Seulu z Kanadą. W 1988 roku wystąpił z kadrą olimpijską na tym turnieju. W 1990 roku został powołany przez selekcjonera Boba Ganslera do kadry na Mistrzostwa Świata we Włoszech. Tam był podstawowym zawodnikiem reprezentacji i rozegrał 2 spotkania: z Włochami (0:1) i z Austrią (1:2 i gol). W 1991 roku wygrał ze Stanami Zjednoczonymi Złoty Puchar CONCACAF 1991. Od 1987 do 1994 roku rozegrał w kadrze narodowej 53 mecze i zdobył 3 gole.